# Правіц Еберг
Пра́віц Е́берг (швед. Prawitz Öberg, нар. 16 листопада 1930, Треллеборг — пом. 4 листопада 1995, Мальме) — шведський футболіст, що грав на позиції захисника. По завершенні ігрової кар'єри — тренер. Найкращий шведський футболіст 1962 року.

## Клубна кар'єра
У дорослому футболі дебютував 1952 року виступами за команду клубу «Мальме», кольори якої і захищав протягом усієї своєї кар'єри гравця, що тривала чотирнадцять років. Більшість часу, проведеного у складі «Мальме», був основним гравцем захисту команди.

## Виступи за збірну
1957 року дебютував в офіційних матчах у складі національної збірної Швеції. Протягом кар'єри у національній команді, яка тривала 8 років, провів у формі головної команди країни 26 матчів, забивши 5 голів.
У складі збірної був учасником чемпіонату світу 1958 року у Швеції, де разом з командою здобув «срібло».

## Кар'єра тренера
Розпочав тренерську кар'єру невдовзі по завершенні кар'єри гравця, 1968 року, очоливши тренерський штаб клубу «Лунд». Досвід тренерської роботи обмежився цим клубом, з яким Еберг пропрацював до 1969.
Помер 4 листопада 1995 року на 65-му році життя у місті Мальме.

## Титули та досягнення
- Віце-чемпіон світу: 1958
- Найкращий шведський футболіст року: 1962